# Gail Borden

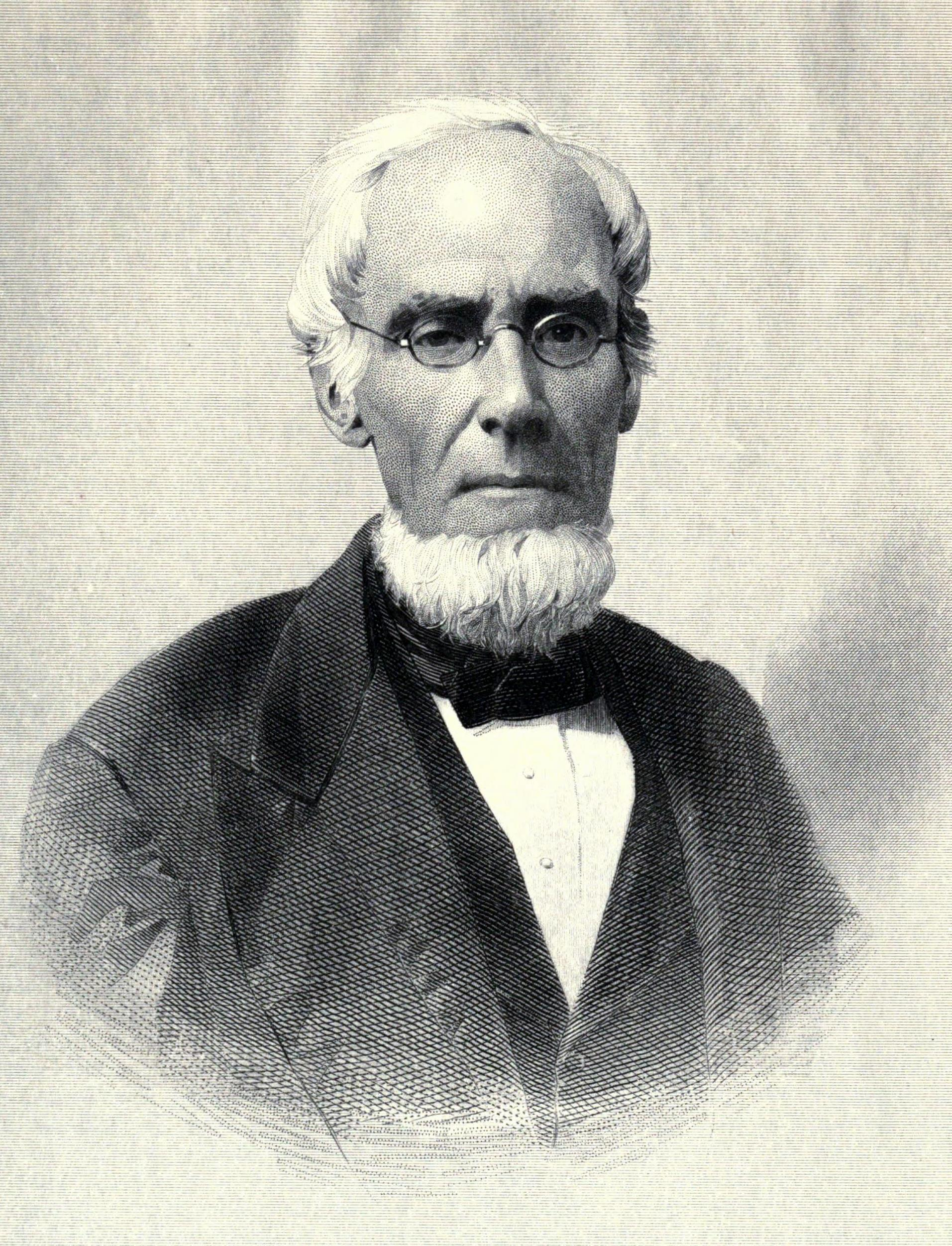
Gail Borden

Gail Borden (9 november, 1801 – 11 januari, 1874) was een Amerikaans landmeter, uitvinder en zakenman, vooral bekend om zijn uitvinding van gecondenseerde melk.
Als een van de vroege pioniers in Texas maakte hij de eerste topografische landkaart van Texas en in 1838 deed hij inmetingen van de omgeving van Galveston en bracht hij deze in kaart. Verder was hij de eerste die een krant uitgaf in Texas, de "Telegraph & Texas Register".
Als uitvinder ontwikkelde hij in 1851 een vleesbiscuitje, een lichtgewicht niet aan bederf onderhevig zijnde voeding speciaal geschikt voor reizigers, en, na verscheidene mislukte pogingen, bedacht hij in 1853 een methode om melk te condenseren. Hij moest veel moeite doen om het "U.S. Patent Office" van zijn vinding te overtuigen, maar uiteindelijk verkreeg hij zijn patent in 1856.
Zijn eerste pogingen om zijn gecondenseerde melk op de markt te krijgen eindigden in een mislukking, maar met de financiële ondersteuning van een groothandelaar, Jeremiah Milbank, richtte hij de "New York Condensed Milk Company" op, later omgedoopt in Borden Inc., momenteel uitgegroeid tot het grootste zuivelbedrijf in de Verenigde Staten.
- Gemeinsame Normdatei: 1179964659
- International Standard Name Identifier: 0000 0000 3278 3469
- Library of Congress Control Number: n83217067
- SNAC: w6kd3vn7
- Virtual International Authority File: 18607355
- WorldCat: E39PBJfGVdcx6cH6kfCcxpCRKd